# 南沙短吻蛤
南沙短吻蛤（学名：Periploma nanshaensis），是笋螂目汤匙蛤科汤匙蛤属的一种。主要分布于中国大陆，常栖息在水深200米软泥底。